# José Maldonado González
José Maldonado González (Tineo, 12 de noviembre de 1900-Oviedo, 11 de febrero de 1985) fue un político español de la Segunda República, que ejerció como último presidente republicano en el exilio.

## Biografía
Nacido en Tineo (Asturias) en 1900, estudió el Bachillerato en el Colegio de los Jesuitas en Gijón, donde cursó los dos primeros cursos, para finalizar sus estudios en el Instituto de Oviedo. En la Universidad de Oviedo se matricula en la Facultad de Derecho, donde se licencia en 1920. Mientras cumplía el servicio militar contrajo matrimonio con Rosalía Pérez Fernández y al terminar éste, instala un bufete de abogados en su localidad natal. Por esta época, empieza a mostrar sus simpatías por las ideas izquierdistas y republicanas, siendo simpatizante de la Agrupación de Estudiantes izquierdistas y afiliándose más tarde al Partido Republicano Radical Socialista.

### Segunda República
En las elecciones municipales del 12 de abril de 1931 es elegido concejal en el distrito de Tuña (parroquia del concejo de Tineo), como miembro de la coalición republicano-socialista, y nombrado alcalde al constituirse el ayuntamiento; ocupó dicho cargo hasta 1933, año en el que en el concejo de Tineo ganó el Partido Radical por mayoría simple teniendo estos últimos que pactar con la CEDA. Tras la proclamación de la República funda, junto a varias personalidades entre las que destaca Leopoldo García Alas Argüelles (hijo del escritor Leopoldo Alas «Clarín»), la Agrupación Asturiana del Partido Republicano Radical Socialista, con la que se presenta en la coalición Unión de Izquierdas a las elecciones generales de 1933, sin lograr acta de diputado. Como consecuencia de la unión entre el PRRSI y Acción Republicana, en 1934, y más tarde la creación de Izquierda Republicana, Maldonado es elegido presidente del comité provincial de Asturias por este partido, con el que participó en la candidatura del Frente Popular en las elecciones de 1936, siendo elegido diputado a Cortes y participando en las comisiones de Instrucción Pública y Agricultura. En 1936 ingresó en la  Masonería en la logia Jovellanos n. 337, adoptando el seudónimo "Campomanes".
Iniciada la guerra civil, entró a formar parte Consejo Interprovincial de Asturias y León en diciembre de 1936, desempeñando el cargo de Consejero de Obras Públicas, como representante de Izquierda Republicana; Más tarde, con la creación del Consejo Soberano de Asturias y León, siguió ejerciendo el mismo cargo en la nueva institución. Pero el 21 de octubre de 1937, con la ocupación de Asturias por los sublevados, huye a Francia, para nuevamente incorporarse al territorio en manos republicanas, siendo designado director general de Carreteras en el segundo gobierno de Juan Negrín (1938-1939), cargo que ocupó hasta el final de la guerra.

### Exilio
Consta como miembro activo de la logia Jovellanos en exilio catalán en 1938 y allí alcanzaría el grado de Maestro. En Luchon fundaría la logia española "Toulouse" el 30 de diciembre de 1944, bajo los auspicios del Gran Oriente de Francia, y a París  participó en la creación de la logia "España", bajo la Gran Logia de Francia. En el exilio luchó para que la ONU reconociese el  "genocidio contra los masones" perpetuado per el régimen de Franco.
Ya en el exilio formó parte de diversos gobiernos de la República siendo un ministro destacado, como Ministro de Justicia entre 1947 y 1951, año en el que dimitió tras hacerse cargo de la Presidencia del Gobierno Félix Gordón de Ordás y nuevo ministro de Justicia e Información (1962-1969) durante el gobierno de Claudio Sánchez-Albornoz, dimitiendo con posterioridad para hacerse cargo de la vicepresidencia de las Cortes. En 1959 se unieron los partidos Unión Republicana e Izquierda Republicana para dar lugar a la creación de la Acción Republicana Democrática Española, de la que Maldonado será su primer presidente. Además, ejerció distintos puestos de docencia en París, ciudad en la que reside. En 1971 sustituyó a Luis Jiménez de Asúa como Presidente de la República en el exilio tras la muerte del primero. En 1977, con la reinstauración de la democracia en España, acordó cesar relaciones internacionales, de común acuerdo con el presidente José López Portillo en México. Tras esto regresó a su Asturias natal. Fue exaltado al grado 33 a finales de 1977 como miembro honorario del Supremo Consejo del Grado 33 para España del Rito Escocés Antiguo y Aceptado.
Falleció en Oviedo el 11 de febrero de 1985, enfermo de neumonía, y será aquí donde se le entierre. Actualmente descansa en La Espina, en el concejo de Salas. El ayuntamiento de Oviedo ha nombrado una calle en su honor y está situada en el barrio de La Ería.